# Fasch&fuchs.architekten
Fasch&fuchs.architekten ist ein 1994 von den österreichischen Architekten Hemma Fasch (* 1959 in Graz) und Jakob Fuchs (* 1959 in Hopfgarten) gegründetes Architekturbüro mit Sitz in Wien.

## Leben & Werke
Kennengelernt haben sich Hemma Fasch und Jakob Fuchs an der TU Wien, wo beide für den damaligen Professor Helmut Richter in der Abteilung für Hochbau 2 als Assistenten gearbeitet haben. 1994 gründeten sie gemeinsam das Architekturbüro Fasch&fuchs.architekten in Wien. 2011 wurde Fred Hofbauer zum Büropartner ernannt.

### Hemma Fasch
Hemma Fasch wurde 1959 in Graz geboren und schloss dort an der Technischen Universität Graz 1989 ihr Diplom bei Günther Domenig ab. Von 1992 bis 1998 war sie Assistentin bei Helmut Richter an der TU Wien, wo sie Jakob Fuchs kennenlernte. Von 2006 bis 2007 hatte sie eine Gastprofessur an der TU Wien inne und war dort ab 2021 festangestellte Professorin in der Abteilung Hochbau 2, bis sie 2023 emeritierte. Seit 1994 arbeitet sie als Partner im Büro fasch&fuchs.architekten.

### Jakob Fuchs
Jakob Fuchs wurde 1959 in Hopfgarten in Tirol geboren. Sein Architekturstudium absolvierte er an der Universität Innsbruck bei Josef Lackner und an der TU Wien bei Ernst Hiesmayr, wo er 1989 sein Diplom machte. Von 1989 bis 1994 arbeitete er in einer Projektgemeinschaft mit dem Architekten Lukas Schumacher. Seit 1994 arbeitet er als Partner im Büro fasch&fuchs.architekten.

## Architektur
Seit der Gründung 1994 haben fasch&fuchs.architekten Projekte verschiedenster Größenordnung hauptsächlich in Österreich realisiert. Für den Entwurf zum Bau des Kindermuseums in Graz belegten sie bei dem vorhergegangenen Wettbewerb den 1. Platz.

### Projekte
- Graz Center of Physics, 2021–2030
- Schulcampus in Neustift im Stubaital, 2013–2019
- Bundesschule in Aspern, 2013–2017
- Schulzentrum in Feldkirchen an der Donau, 2009–2011
- Betriebsgarage Leopoldau in Wien, 2005–2007
- Sonderschule in Schwechat, 2001–2006
- Kindermuseum Frida und Fred in Graz, 2001–2003
- Pädagogische Akademie Salzburg, 1998–2002

## Auszeichnungen

### Preise
- Shortlist Mies van der Rohe Preis 2022 für Schulcampus in Neustift im Stubaital[6]
- Shortlist Mies van der Rohe Preis 2019 für Bundesschule in Aspern[7]
- Staatspreis Architektur & Nachhaltigkeit 2019 für Bundesschule in Aspern
- Österreichischer Bauherrenpreis 2018 für BRG Seestadt in Wien
- Architekturpreis des Landes Salzburg 2010 für Tourismusschule in Hofgastein
- Preis der Stadt Wien für Architektur 2009 für das bisherige Lebenswerk
- Österreichischer Bauherrenpreis 2010 für Tourismusschule in Hofgastein
- Österreichischer Bauherrenpreis 2008 für Tiefgarage Leopoldau in Wien
- Österreichischer Bauherrenpreis 2007 für Sonderschule in Schwechat
- Austrian Architecture Award 2005 für Kindermuseum in Graz[8]

### Wettbewerbe
- 1. Preis Graz Center of Physics, 2021
- 1. Preis Bildungscampus Ellbögen, 2020
- 1. Preis Campus Rotkreuz Lustenau, 2019
- 1. Preis Campus Linz, 2016
- 1. Preis Kindergarten Wolkersdorf, 2010
- 1. Preis Tourismusschule Bad Hofgastein, 2007
- 1. Preis Kongresszentrum Zillertal, 2006
- 1. Preis Kindermuseum Graz, 2002

## Interviews
- Nina Lorein: Future Talk: Räume bilden Zukunft. Die Flexibilität in der Struktur finden. In: architektur.aktuell. Ausgabe 1–2, 2024, S. 30
- Beatrix Flagner, Marie Bruun Yde: Es geht um Bürokultur, nicht um Frauenbevorzugung. In: Bauwelt. Nr. 17, 2021, S. 22–24